# جيسي أكرمان
جيسي أكرمان (بالإنجليزية: Jessie Ackermann)‏ هي ناشطة حق المرأة بالتصويت ‏ وكاتِبة وسفرجات وصحفية أمريكية، ولدت في 4 يوليو 1857 في فرانكفورت في الولايات المتحدة، وتوفيت في 31 مارس 1951 في بومونا في الولايات المتحدة.